# Europamästerskapen i friidrott 2024 – Herrarnas 3 000 meter hinder
Herrarnas 3 000 meter hinder vid europamästerskapen i friidrott 2024 avgjordes mellan den 8 och 10 juni 2024 på Olympiastadion i Rom i Italien.
Guldet togs av franske Alexis Miellet efter ett lopp på 8 minuter och 14,01 sekunder, vilket blev ett nytt personbästa. Silvret togs av Miellets landsman Djilali Bedrani och bronset togs av tyske Karl Bebendorf.

## Rekord
| Rekord inför EM 2024 | Rekord inför EM 2024              | Rekord inför EM 2024 | Rekord inför EM 2024   | Rekord inför EM 2024 |
| -------------------- | --------------------------------- | -------------------- | ---------------------- | -------------------- |
| Världsrekord         | Lamecha Girma (ETH)               | 7.52,11              | Paris, Frankrike       | 9 juni 2023          |
| Europarekord         | Mahiedine Mekhissi-Benabbad (FRA) | 8.00,09              | Saint-Denis, Frankrike | 6 juli 2013          |
| Mästerskapsrekord    | Mahiedine Mekhissi-Benabbad (FRA) | 8.07,87              | Barcelona, Spanien     | 1 augusti 2010       |
| Världsårsbästa       | Lamecha Girma (ETH)               | 8.01,63              | Stockholm, Sverige     | 2 juni 2024          |
| Europaårsbästa       | Daniel Arce (ESP)                 | 8.12,26              | Marrakech, Marocko     | 19 maj 2024          |

## Program
Alla tider är lokal tid (UTC+1)
| Datum        | Tid   | Omgång      |
| ------------ | ----- | ----------- |
| 8 juni 2024  | 10:10 | Försöksheat |
| 10 juni 2024 | 22:00 | Final       |

## Resultat

### Försöksheat
De åtta första i varje heat 0Q0 kvalificerade sig för finalen.
| Placering | Heat | Namn               | Nationalitet   | Tid     | Noteringar |
| --------- | ---- | ------------------ | -------------- | ------- | ---------- |
| 1         | 2    | Daniel Arce        | Spanien        | 8.21,46 | 0Q0        |
| 2         | 2    | Frederik Ruppert   | Tyskland       | 8.21,49 | 0Q0        |
| 3         | 2    | Alexis Miellet     | Frankrike      | 8.22,19 | 0Q0        |
| 4         | 2    | Vidar Johansson    | Sverige        | 8.22,21 | 0Q0        |
| 5         | 2    | Topi Raitanen      | Finland        | 8.22,42 | 0Q0        |
| 6         | 2    | Nahuel Carabaña    | Andorra        | 8.22,44 | 0Q0        |
| 7         | 2    | Emil Blomberg      | Sverige        | 8.22,85 | 0Q0        |
| 8         | 2    | Tomáš Habarta      | Tjeckien       | 8.23,96 | 0Q0, NU23R |
| 9         | 2    | Fredrik Sandvik    | Norge          | 8.28,47 | 0SB0       |
| 10        | 2    | Zak Seddon         | Storbritannien | 8.28,50 |            |
| 11        | 2    | Ruben Querinjean   | Luxemburg      | 8.29,07 |            |
| 12        | 2    | Ala Zoghlami       | Italien        | 8.31,88 |            |
| 13        | 1    | Djilali Bedrani    | Frankrike      | 8.33,63 | 0Q0        |
| 14        | 1    | Velten Schneider   | Tyskland       | 8.34,00 | 0Q0        |
| 15        | 1    | Nicolas-Marie Daru | Frankrike      | 8.34,03 | 0Q0        |
| 16        | 1    | Yassin Bouih       | Italien        | 8.34,06 | 0Q0        |
| 17        | 1    | Karl Bebendorf     | Tyskland       | 8.34,11 | 0Q0        |
| 18        | 1    | Damián Vích        | Tjeckien       | 8.34,27 | 0Q0        |
| 19        | 1    | Osama Zoghlami     | Italien        | 8.34,31 | 0Q0        |
| 20        | 1    | Mark Pearce        | Storbritannien | 8.34,46 | 0Q0        |
| 21        | 1    | Simon Sundström    | Sverige        | 8.34,59 |            |
| 22        | 2    | Michael Curti      | Schweiz        | 8.35,34 |            |
| 23        | 1    | Jacob Boutera      | Norge          | 8.38,22 |            |
| 24        | 1    | Ole Hesselbjerg    | Danmark        | 8.38,99 |            |
| 25        | 1    | Tom Erling Kårbø   | Norge          | 8.39,99 |            |
| 26        | 1    | Tobias Rattinger   | Österrike      | 8.44,60 |            |
| 27        | 1    | Alejandro Quijada  | Spanien        | 8.46,70 |            |
| 28        | 1    | István Palkovits   | Ungern         | 8.47,32 |            |
| 29        | 2    | Etson Barros       | Portugal       | 8.55,33 |            |
| 30        | 2    | Abdullah Tuğluk    | Turkiet        | 8.56,54 |            |
| 31        | 1    | Clément Deflandre  | Belgien        | 0DNF0   |            |
| 31        | 1    | Rémi Schyns        | Belgien        | 0DNF0   |            |
| 31        | 2    | Tim van de Velde   | Belgien        | 0DNF0   |            |
|           | 2    | Fernando Carro     | Spanien        | 0DNF0   |            |

### Final
| Placering | Namn               | Nationalitet   | Tid     | Noteringar |
| --------- | ------------------ | -------------- | ------- | ---------- |
| 1         | Alexis Miellet     | Frankrike      | 8.14,01 | 0PB0       |
| 2         | Djilali Bedrani    | Frankrike      | 8.14,36 |            |
| 3         | Karl Bebendorf     | Tyskland       | 8.14,41 | 0PB0       |
| 4         | Frederik Ruppert   | Tyskland       | 8.15,08 | 0PB0       |
| 5         | Daniel Arce        | Spanien        | 8.16,70 |            |
| 6         | Nicolas-Marie Daru | Frankrike      | 8.19,42 |            |
| 7         | Nahuel Carabaña    | Andorra        | 8.21,08 |            |
| 8         | Osama Zoghlami     | Italien        | 8.21,09 |            |
| 9         | Vidar Johansson    | Sverige        | 8.21,54 |            |
| 10        | Tomáš Habarta      | Tjeckien       | 8.21,83 | EU23L      |
| 11        | Emil Blomberg      | Sverige        | 8.22,92 |            |
| 12        | Damián Vích        | Tjeckien       | 8.22,95 | 0PB0       |
| 13        | Mark Pearce        | Storbritannien | 8.26,92 |            |
| 14        | Yassin Bouih       | Italien        | 8.27,29 |            |
| 15        | Topi Raitanen      | Finland        | 8.32,37 |            |
| 16        | Velten Schneider   | Tyskland       | 8.38,73 |            |